# Аліаббас Рзазаде
Аліаббас Рзазаде (азерб. Əliabbas Rzazadə; нар. 21 травня 1998, село Рудакенар, Астаринський район) — азербайджанський борець вільного стилю, чемпіон світу серед молоді, чемпіон та срібний призер чемпіонатів Європи серед дорослих, бронзовий призер Ігор ісламської солідарності, учасник Олімпійських ігор.

## Життєпис
Аліаббас Рзазаде народився 21 травня 1998 року в селі Рудакенар Астаринського району. Навчався в середній школи № 1 імені Мірзи Алакбара Сабіра. Його інтерес до спорту посилився під впливом досягнень свого земляка Джабраїла Гасанова, і у 8 років він почав займатися вільною боротьбою. Переможець кількох змагань, які проводились у місті Астара та сусідніх областях. Помітивши його здібності, його вчитель Ельчин Гамідов порекомендував йому продовжити навчання в «Республіканському олімпійському спортивному ліцеї». Аліаббас почав займатися там з 5-го класу та тренуватися під керівництвом Аллахверді Валієва. Також він закінчив Азербайджанську державну академію фізичного виховання і спорту за спеціальністю «вільна боротьба».

## Спортивні результати на міжнародних змаганнях

### Виступи на Олімпіадах
| Змагання                    | Збірна      | Вагова категорія          | Місце |
| --------------------------- | ----------- | ------------------------- | ----- |
| Літні Олімпійські ігри 2024 | Азербайджан | вільна боротьба, до 57 кг | 11    |

### Виступи на Чемпіонатах світу
| Змагання                        | Збірна      | Вагова категорія          | Місце |
| ------------------------------- | ----------- | ------------------------- | ----- |
| Чемпіонат світу з боротьби 2023 | Азербайджан | вільна боротьба, до 57 кг | 14    |
| Чемпіонат світу з боротьби 2022 | Азербайджан | вільна боротьба, до 57 кг | 13    |

### Виступи на Чемпіонатах Європи
| Змагання                         | Збірна      | Вагова категорія          | Місце  |
| -------------------------------- | ----------- | ------------------------- | ------ |
| Чемпіонат Європи з боротьби 2023 | Азербайджан | вільна боротьба, до 57 кг | Золото |
| Чемпіонат Європи з боротьби 2022 | Азербайджан | вільна боротьба, до 57 кг | Срібло |

### Виступи на Іграх ісламської солідарності
| Змагання                          | Збірна      | Вагова категорія          | Місце  |
| --------------------------------- | ----------- | ------------------------- | ------ |
| Ігри ісламської солідарності 2022 | Азербайджан | вільна боротьба, до 57 кг | Бронза |

### Виступи на інших змаганнях
| Змагання                                    | Збірна      | Вагова категорія          | Місце  |
| ------------------------------------------- | ----------- | ------------------------- | ------ |
| Меморіал Імре Поляка та Яноша Варги 2024    | Азербайджан | вільна боротьба, до 57 кг | 5      |
| Відкритий чемпіонат Загреба з боротьби 2024 | Азербайджан | вільна боротьба, до 61 кг | Бронза |
| Меморіал Вацлава Циолковського 2023         | Азербайджан | вільна боротьба, до 61 кг | Бронза |
| Відкритий чемпіонат Загреба з боротьби 2023 | Азербайджан | вільна боротьба, до 57 кг | Золото |
| Меморіал Маттео Пелліконе 2022              | Азербайджан | вільна боротьба, до 57 кг | Золото |
| Турнір Алі Алієва 2021                      | Азербайджан | вільна боротьба, до 57 кг | 9      |
| Клубний чемпіонат світу з боротьби 2019     | Азербайджан | команда                   | 5      |
| Інтерконтинентальний кубок з боротьби 2017  | Азербайджан | вільна боротьба, до 57 кг | 18     |

### Виступи на змаганнях молодших вікових груп
| Змагання                                       | Збірна      | Вагова категорія          | Місце  |
| ---------------------------------------------- | ----------- | ------------------------- | ------ |
| Чемпіонат Європи з боротьби серед юніорів 2016 | Азербайджан | вільна боротьба, до 50 кг | Бронза |
| Чемпіонат світу з боротьби серед молоді 2021   | Азербайджан | вільна боротьба, до 57 кг | Золото |